# Béla Szilárd

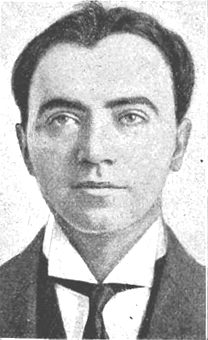

Béla Szilárd (1884-1926) est un chimiste et physicien hongrois qui travailla avec Marie Curie sur la radioactivité,.
En 1914, il proposa d'améliorer l'efficacité des paratonnerres en mettant du radium sur la pointe.
Diplômé en pharmacie en 1904 à l'université de Budapest, il s'intéresse à la radioactivité et devient chercheur libre (avec une bourse hongroise), en 1907, dans le laboratoire de Marie Curie.  Il y restera jusqu'en 1910.  En 1912, il crée le Laboratoire des produits radioactifs, une petite société qui produit des électromètres.  Il passe la Première Guerre mondiale en Espagne, à l'université de Madrid où il reste jusqu'en 1920 pour ensuite revenir à Paris. En 1925, il reçoit la Légion d'honneur pour ses travaux sur la mesure de la radioactivité[réf. souhaitée].  Il meurt en 1926 à l'âge de 42 ans.